# Elephantulus
Genre
Elephantulus est un genre de petits mammifères insectivores gris-brun à museau pointu.

## Liste des espèces
- Elephantulus brachyrhynchus (A. Smith, 1836)
- Elephantulus edwardii (A. Smith, 1839)
- Elephantulus fuscipes (Thomas, 1894)
- Elephantulus fuscus (Peters, 1852)
- Elephantulus intufi (A. Smith, 1836)
- Elephantulus myurus Thomas et Schwann, 1906
- Elephantulus revoili (Huet, 1881)
- Elephantulus rozeti (Duvernoy, 1833) — macroscélide de Rozet
- Elephantulus rufescens (Peters, 1878)
- Elephantulus rupestris (A. Smith, 1831)